# بين سميث (لاعب غولف)
بين سميث (بالإنجليزية: Benjamin Sandipher Smith)‏ هو لاعب غولف أمريكي، ولد في 16 مارس 1921، وتوفي في 21 يوليو 2009.